# Sphaerodothis guilielmae
Sphaerodothis guilielmae är en svampart som först beskrevs av Henn., och fick sitt nu gällande namn av Cornelius Lott Shear 1909. Sphaerodothis guilielmae ingår i släktet Sphaerodothis och familjen Phyllachoraceae.   Inga underarter finns listade i Catalogue of Life.